# Simon Wiesenthal Center

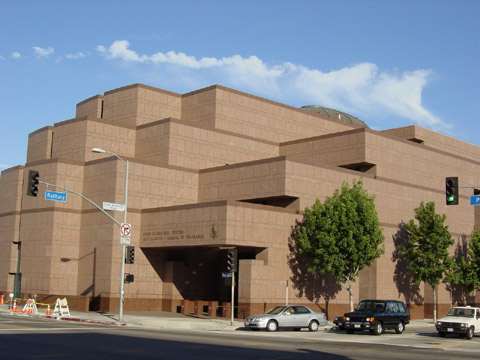
Il Centro Simon Wiesenthal a Los Angeles

Il Simon Wiesenthal Center (SWC) è un'organizzazione non governativa con sede a Los Angeles (California), fondata nel 1977 e intitolata a nome di Simon Wiesenthal, il famoso cacciatore di nazisti. Il Centro è accreditato come un'organizzazione non governativa (ONG) presso le Nazioni Unite, l'UNESCO e il Consiglio d'Europa.
Il quartier generale del SWC si trova a Los Angeles. Ma vi sono anche altri uffici internazionali nelle città di New York, Miami, Toronto, Gerusalemme, Parigi e Buenos Aires. Attraverso queste sedi il Centro porta avanti la sua missione per la conservazione della memoria dell'Olocausto.

## Missione
Il SWC si definisce come "un'organizzazione ebraica internazionale per i diritti umani dedicata a riparare il mondo un passo alla volta." Il centro promuove il cambiamento attraverso le azioni dello Snider Social Action Institute "affrontando l'antisemitismo, l'odio e il terrorismo, promuovendo i diritti umani e la dignità, stando a fianco di Israele, difendendo gli ebrei in tutto il mondo e insegnando le lezioni dell'Olocausto per le future generazioni".
L'organizzazione mira a favorire la tolleranza e la comprensione attraverso il coinvolgimento della comunità, l'impegno educativo e l'azione sociale. Il centro interagisce strettamente su base corrente con una varietà di agenzie pubbliche e private, incontrandosi con funzionari eletti, con i governi degli Stati Uniti ed esteri, con diplomatici e capi di stato. Altri temi che il centro tratta comprendono: la persecuzione dei criminali di guerra nazisti, combattendo contro le reti ODESSA; l'Olocausto e l'educazione alla tolleranza; gli affari mediorientali; nonché i gruppi estremisti, il neonazismo e l'odio su Internet.

## Storia
Tra il 1984 e il 1990 il Centro pubblicò sette volumi del Simon Wiesenthal Center Annual, incentrati sugli studi accademici riguardanti l'Olocausto. Il loro codice è ISSN 0741-8450.
Nel novembre del 2005, il Direttore della sede di Gerusalemme del Simon Wiesenthal Center, Efraim Zuroff, scovò Aribert Heim, un ex-nazista che fu fuggiasco in Spagna per più di 20 anni. Si ritiene che Aribert Heim sia morto nel 1992 al Cairo, in Egitto, senza mai incorrere in un processo. Lo stesso mese, il Centro fornì anche il nome di quattro sospetti ex-nazisti alle autorità tedesche. I nomi erano il primo risultato dell'Operation Last Chance, una campagna lanciata lo stesso anno dal Centro per ritrovare gli ex-nazisti sfuggiti alle autorità prima che questi morissero di vecchiaia.

## Organizzazione

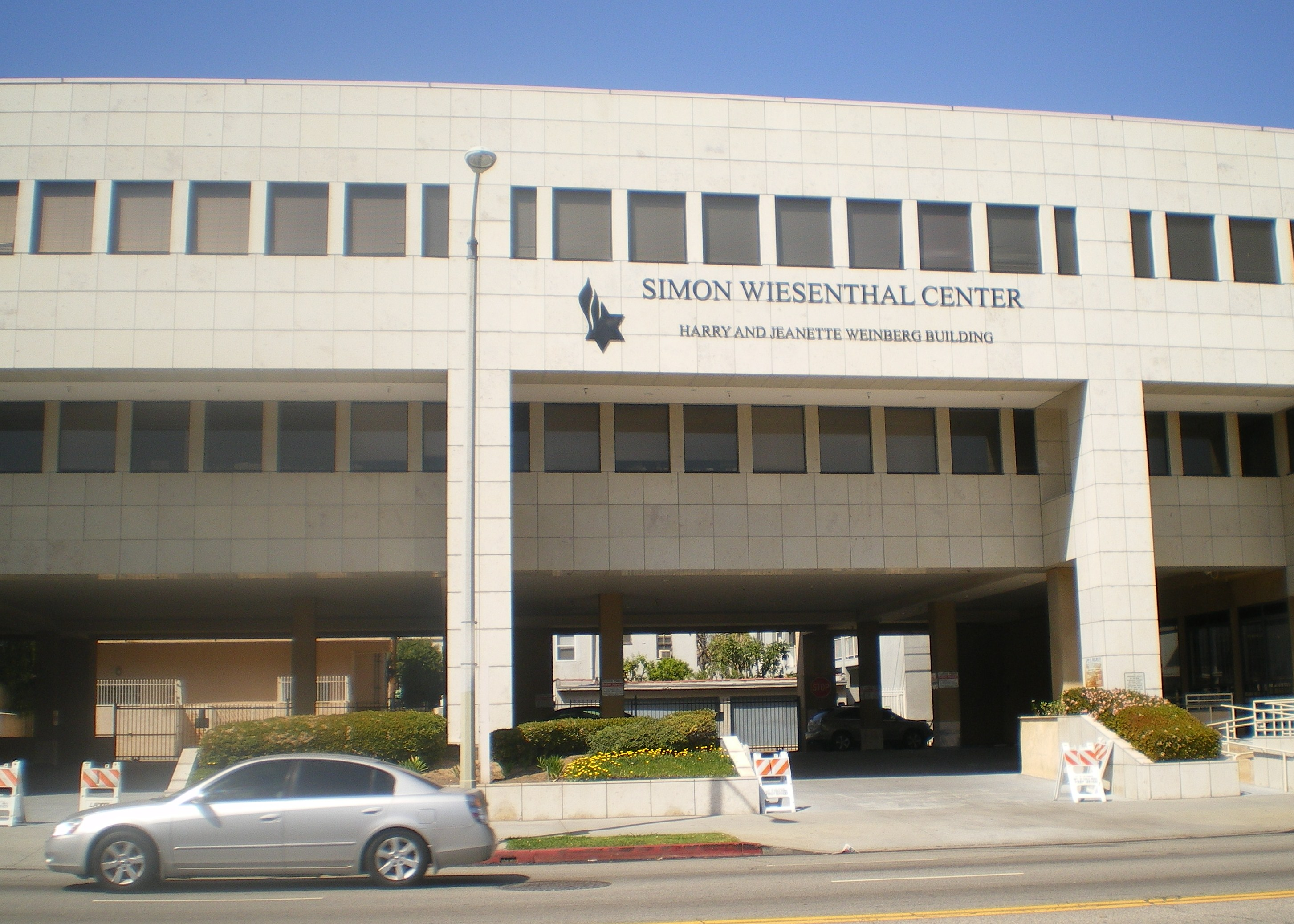
Centro Simon Wiesenthal, Los Angeles

L'organizzazione prende nome da Simon Wiesenthal, un ex ingegnere architettonico ed ebreo austriaco che perse molti membri della sua famiglia
nell'Olocausto, e s'impegnò in seguito nel dare la caccia ai Nazisti per portarli davanti alla giustizia. Fondò e diresse il Centro di Documentazione Ebraico (Jewish Documentation Center) a Vienna. Simon Wiesenthal non ha avuto nulla a che fare con il funzionamento o le attività dell'SWC a parte dare il suo nome.
Il SWC è diretto dal rabbino Marvin Hier, il suo Decano e Fondatore. Il rabbino Abraham Cooper è il Decano Associato e il rabbino Meyer May è il Direttore Esecutivo. L'organizzazione pubblica una rivista stagionale, Response.

### Museo della Tolleranza
Il Museo della Tolleranza, braccio educativo del Centro, fu fondato nel 1993 e ospita annualmente 350.000 visitatori. Alcuni dei programmi sponsorizzati dal Museo includono:
- Tools for Tolerance ("Strumenti per la tolleranza")
- Teaching Steps to Tolerance ("Insegnare i passi verso la tolleranza")
- Task Force Against Hate ("Task force contro l'odio")
- National Institute Against Hate Crimes ("Istituto nazionale contro i crimini di odio")
- Tools for Tolerance for Teens ("Strumenti per la tolleranza per adolescenti").

Il Centro per la Tolleranza di New York (New York Tolerance Center) è una struttura di formazione multimediale per lo sviluppo professionale che si rivolge a educatori, tutori della legge e praticanti dei governi statali/locali.
Il Centro Simon Wiesenthal e il suo Museo della Tolleranza è una delle molte organizzazioni associate al Servizio austriaco all'estero (Auslandsdienst) e al corrispondente Servizio austriaco commemorativo dell'olocausto (Gedenkdienst).

### Moriah Films
Moriah Films, anche conosciuto come la "Jack e Pearl Resnick Film Division" del SWC, fu creato per produrre documentari teatrali educativi per un pubblico sia nazionale che estero, con una particolare attenzione ai diritti umani, le sfide etiche e le vicende ebraiche. Due film prodotti dal reparto, Genocide e The Long Way Home hanno ricevuto l'Academy Award for Best Documentary Feature.

### Biblioteca e Archivi
La biblioteca e gli archivi del Centro a Los Angeles contengono una collezione di circa 50.000 volumi e materiali non stampati. Inoltre, gli archivi contengono fotografie, diari, lettere, manufatti, opere d'arte e libri rari, che sono consultabili da ricercatori, studenti e pubblico.

## Riferimenti nella cultura di massa
Il Centro appare nella storia basata su una vicenda vera Freedom Writers. Il Centro viene ripreso dall'esterno, e ci sono scene ambientate all'interno, le quali mostrano l'entrata nelle camere a gas e nei campi della morte.

## Dichiarazioni ufficiali

### Francia
L'8 marzo 2007, il capo per le relazioni internazionali del Simon Wiesenthal Center, Stanley Trevor Samuels, è stato condannato (e poi assolto in appello) per diffamazione da un tribunale di Parigi per aver accusato l'organizzazione Comitato per la Carità e il Supporto ai Palestinesi (CBSP) di inviare fondi alle famiglie dei kamikaze palestinesi.
Nel fargli causa, il CBSP etichettò le accuse come "ridicole", sostenendo che i suoi fondi erano destinati a 3000 orfani palestinesi. La corte giudicò che i documenti forniti dal Centro non sostenevano in nessun modo le dichiarazioni di Samuels, e che quindi le sue dichiarazioni erano seriamente "diffamatorie".
Il Wiesenthal contestò la sentenza, e la corte d'appello assolsee Samuels nel luglio 2009.

### Iran
Dopo che un giornale canadese riferì riguardo alla controversia legale del 2006 circa una legge iraniana (gli esuli iraniani parlavano infatti di una costrizione per cui le minoranze religiose erano costrette ad indossare un distintivo che le classificasse come musulmane), il preside del Simon Wiesenthal center, Rabbi Marvin Hier, scrisse al Segretario Generale delle Nazioni Unite Kofi Annan affinché facesse pressioni, insieme a tutta la comunità internazionale, sull'Iran affinché facesse cadere la norma. Le autorità iraniane in seguito negarono l'esistenza di tale provvedimento.

### Irlanda
Nel gennaio 2004 la sede parigina del Centro chiese al Presidente irlandese, Mary McAlesse, di sospendere l'Irish Museum of the Year Award assegnato all'Hunt Museum di Limerick, fino alla conclusione dell'accertamento in corso circa la provenienza di alcuni oggetti facenti parte dell'esposizione. Ciò si era rivelato necessario a causa degli stretti legami tra i fondatori del museo, John e Gertrude Hunt a capo del Partito Nazista in Irlanda (NSDP-AO), tra gli altri, e i sospetti britannici di attività spionistica da parte della coppia durante la Seconda Guerra Mondiale. Il Centro dichiarò inoltre: "La guida del museo descrive solo 150 dei 2000 e più oggetti presenti nella collezione e, soprattutto, senza fornire indicazioni circa la loro provenienza, come, secondo i recenti accordi internazionali, dovrebbe fare ogni museo".

Si accusava così l'Hunt Museum di aver saccheggiato pezzi d'arte durante la guerra, ma tale accusa venne bollata come "estremamente dilettantesca" dall'esperto Lynn Nicholas. Il richiamo venne comunque preso abbastanza sul serio dato che un'indagine fu svolta dalla prestigiosa Royal Irish Academy, il cui resoconto del 2006 è disponibile online. McAleese, interpellata dal Centro, allora accusò il dottor Samuels di aver ordito una "trama di menzogne", aggiungendo che il Centro aveva svilito il nome di Wiesenthal. Il Centro replicò allora che aveva giù preparato il suo "contro-report" di 150 pagine e questo era al vaglio dei propri avvocati, ma fino al novembre 2008 di certo nulla si è visto al riguardo.

### Israele
La sede ierosolimitana del museo, ancora da completare nel 2009, provocò le proteste della popolazione musulmana. Il museo sta venendo costruito in quello che il Rabbi Marvin Hier ha descritto un "territorio derelitto": un millenario cimitero musulmano chiamato Cimitero di Mamilla, molta parte del quale è già stata asfaltata. Le proteste sono state respinte dalla Suprema Corte Israeliana, portando centinaia di persone a protestare pubblicamente nel novembre 2008. Il 19 novembre 2008 il Centro ricevette una lettera da parte di leader religiosi di entrambe le parti che lo invitavano a desistere dal suo progetto.
A febbraio 2010 il progetto per il Museo della Tolleranza è stato pienamente approvato dalle autorità israeliane e il cimitero di Mamilla sta venendo distrutto. Le corti stabilirono che comunque la manutenzione del cimitero era stata trascurata, e in effetti è così, non funzionando il sito da cimitero da decenni (ciononostante la zona era comunque adibita ad altri usi), ed era quindi mundra (abbandonato) dalla legge islamica.

### Stati Uniti
Il Simon Wiesenthal Center si è opposto alla nascita del Park51, un centro comunitario musulmano, a due isolati da Ground Zero. Il direttore esecutivo del Museo della Tolleranza del Centro a Manhattan, Rabbi Meyer May, ha detto che il centro sarebbe stato inopportuno. The Jewish Week fece notare che il Centro stesso fu accusato di intolleranza quando fece costruire un museo a Gerusalemme, sopra un cimitero musulmano, dopo aver avuto le opportune autorizzazioni.

### Vaticano
Il Simon Wiesenthal Center ha preso bene la notizia che il Vaticano, per reintegrare il vescovo Richard Williamson, gli ha prima chiesto di rinunciare alle sue posizioni sull'Olocausto. Williamson era uno dei quattro vescovi appartenenti alla Società di San Pio X scomunicati 20 anni fa per aver preso parte alla consacrazione di vescovi contraria alla legge canonica.

### Venezuela
Il Simon Wiesenthal Center ha criticato molte dichiarazioni di Hugo Chávez, inclusa quella del gennaio del 2006 in cui il presidente dice che "il mondo è per ognuno di noi, ma vi è una minoranza, quella dei discendenti degli assassini di Cristo, quella dei discendenti degli stessi che cacciarono Bolívar da qui e lo crocifissero alla loro maniera laggiù a Santa Marta, in Colombia. Una minoranza ha preso possesso di tutti i beni del mondo..." Il Simon Wiesenthal Center omise il riferimento a Bolívar senza ellissi, dicendo che si trattava di una frase che Chávez rivolgeva agli ebrei, ed etichettò come "antisemite" queste dichiarazioni in quanto alludevano alla ricchezza degli ebrei. Allo stesso tempo, secondo Forward.com, l'American Jewish Committee, l'American Jewish Congress, e la Confederazione delle Associazioni Ebraiche Venezuelane difesero Chávez, dicendo che egli non si riferiva agli ebrei, ma all'oligarchia bianca sudamericana. La rappresentanza in Sudamerica del Simon Wiesenthal Center replicò che il riferimento ai deicidi di Chávez era "nella migliore delle ipotesi ambigua" e che la "decisione di criticare il presidente venezuelano era stata ben ponderata".